# لي بريسكو
لي بريسكو (بالإنجليزية: Lee Briscoe)‏ (30 سبتمبر 1975 في المملكة المتحدة - ) هو لاعب كرة قدم بريطاني في مركز الوسط. شارك مع منتخب إنجلترا تحت 21 سنة لكرة القدم. أما مع النوادي، فقد لعب مع بريستون نورث إيند وشيفيلد وينزداي ومانشستر سيتي ونادي بيرنلي.

## وصلات خارجية
- لي بريسكو على موقع قاعدة بيانات كرة القدم.إي يو (الإنجليزية)
- لي بريسكو على موقع Soccerbase.com (لاعب) (الإنجليزية)
- لي بريسكو على موقع عالم كرة القدم.نت (الإنجليزية)